# 슬로베니아의 코로나19 범유행
다음은 슬로베니아에서의 코로나19 범유행에 관한 설명이다.

## 경과
2020년 3월 4일, 첫 확진자가 나왔다. 이 확진자는 모로코를 여행하고 이탈리아를 경유해서 돌아왔다.

## 같이 보기
- 나라별 코로나19 범유행
- 유럽의 코로나19 범유행
- 오스트리아의 코로나19 범유행
- 크로아티아의 코로나19 범유행
- 헝가리의 코로나19 범유행
- 이탈리아의 코로나19 범유행
- 루마니아의 코로나19 범유행
- 세르비아의 코로나19 범유행
- 슬로바키아의 코로나19 범유행